# Jef Maussen
Jef (Jozef) Maussen (Vucht, 4 maart 1949) is een voormalig Vlaams voetballer.
Maussen is de zoon van Giel Maussen. Hij deed meer dan in de voetstappen van zijn vader treden bij Patro Eisden. Gedurende vele jaren was hij een van de beste spelers van de ploeg.
Alhoewel hij in de tweede nationale speelde, werd hij opgeroepen voor een Nationale ligaploeg en tijdens de wedstrijd in Syrië op kunstgras, liep hij een zware kwetsuur op aan de knie, die een voortijdig einde aan zijn loopbaan maakte. Overigens ook aan een succesvol seizoen van Patro, op dat moment aan de leiding; hetgeen niet verwonderlijk was, met het duo Maussen- Leo Clijsters als centraal sluitstuk. Het moest met een vierde plek in het seizoen 1976-1977 in de eindronde genoegen nemen en zou twee jaar later degraderen naar derde nationale.Hijzelf had al een contract getekend bij Club Brugge en wacht ook al sinds 1977 op een vergoeding.

## Clubs
- 07/1965 - 06/1969: Patro Eisden
- 07/1969 - 06/1970: K. Beerschot VAV
- 07/1970 - 06/1971: Olympic Charleroi
- 07/1971 - 06/1977: Patro Eisden